# Paul Wallat
Paul Adelbert Ludwig Heinrich Wallat (* 1. Juni 1879 in Rostock; † 24. November 1966 in Sønderborg, Dänemark) war ein deutscher Graphiker, Maler und Bildhauer.

## Leben
Paul Wallat war ein Sohn des aus Ostpreußen stammenden Schuhmachers Emil Gustav Wallat (1855–1891) und dessen Ehefrau Sophia Lisette, geb. Rohloff (1852–1927). Der Bildhauer Gustav Wallat (1883–1911) war sein jüngerer Bruder. Wallat absolvierte eine Malerlehre in Rostock und von 1899 bis 1902 ein Studium der Malerei an der Kunstgewerbeschule Hamburg. 1902 bis 1909 studierte er an der Berliner Kunstakademie bei dem Historienmaler Otto Brausewetter und dem Marinemaler Carl Saltzmann, bei letzterem als Meisterschüler.
In den Jahren 1905 und 1906 unternahm Paul Wallat eine Weltreise auf der Charlotte („durch die Gnade des Kaisers“). Er bekam am 29. Dezember 1906 den Preis der Adolf-Ginsberg-Stiftung der Kunstakademie Berlin. Später weilte er häufig in den Niederlanden und in Belgien. So war er zwischen 1909 und 1912 dreimal im Künstlerort Katwijk, wo u. a. auch Max Liebermann häufig zu Gast war. Bis 1917 hatte er seinen Wohnsitz in Berlin, 1918 folgte die Übersiedlung nach Gehlsdorf bei Rostock. Hier war er 1922 neben Georg Kaulbach und Käthe Reine Mitbegründer und der Vorsitzende des Mecklenburgischen Künstlerbundes sowie später Leiter der Fachgruppe Maler und Graphiker in der Reichskammer der bildenden Künste.
Nach dem Zweiten Weltkrieg übersiedelte er Ende der 1940er Jahre nach Dänemark. Zunächst in Tondern wohnend, wurde er dann in Sønderborg sesshaft, wo seine Schwester Anna Frieda (1887–1971) mit dem Redakteur A. P. Hansen (1880–1954) verheiratet war. Paul Wallat starb im Alter von 87 Jahren und wurde auf dem Østre Kirkegård (Ostfriedhof) von Sønderborg beigesetzt.
Paul Wallat heiratete am 25. September 1914 in der Rostocker Jakobikirche die Freiin Elsie Maria von Schroetter genannt von Stutterheim (* 1891 in New York). Einer der Trauzeugen war der 
Landschaftsmaler Franz Bunke, Professor an der Weimarer Kunstschule und Initiator der Schwaaner Künstlerkolonie.

„Die Schaffensgebiete Wallats sind die Historien, Genre- und Marinemalerei. Seine breit und lichtvoll aufgetragenen Bilder sind […] bekannt […] Aber auch des Graphikers Wallat sei gedacht, der vor allem in kräftiger Technik radierte Blätter von eigenem Reiz und bemerkenswerten Charakter geschaffen hat, man denke an die stimmungsvollen holländischen Stadtdarstellungen.“

„Bei Wallat ist in der Landschaft das pulsierende Leben, der Mensch in der Arbeit (Hafen- und Fischerbilder) in kraftvollen, leuchtenden Farben wirklichkeitsnah gestaltet.“

## Bildhauerische Werke
- 1914: John-Brinckman-Brunnen in Rostock (Bronze-Relief im Sommer 2009 gestohlen und durch Neuschöpfung ersetzt)
- 1922: Denkmal auf dem Ehrenfriedhof in Rostock
- 1923: Denkmal für die Gefallenen des Holsteinischen Feldartillerie-Regiments Nr. 24 in Güstrow (1942 abgerissen)
- 1924: Entwurf für ein Gefallenendenkmal (3 Regimenter-Mal) in Rostock
- 1927: Gefallenendenkmal in Bützow
- 1933: Gefallenendenkmal in Stavenhagen
- um 1933: Statuette Fritz Reuter
- 1930er Jahre: Reliefs mit Rostocker Straßennamen
- 1930er Jahre: diverse Bauplastik in Rostock

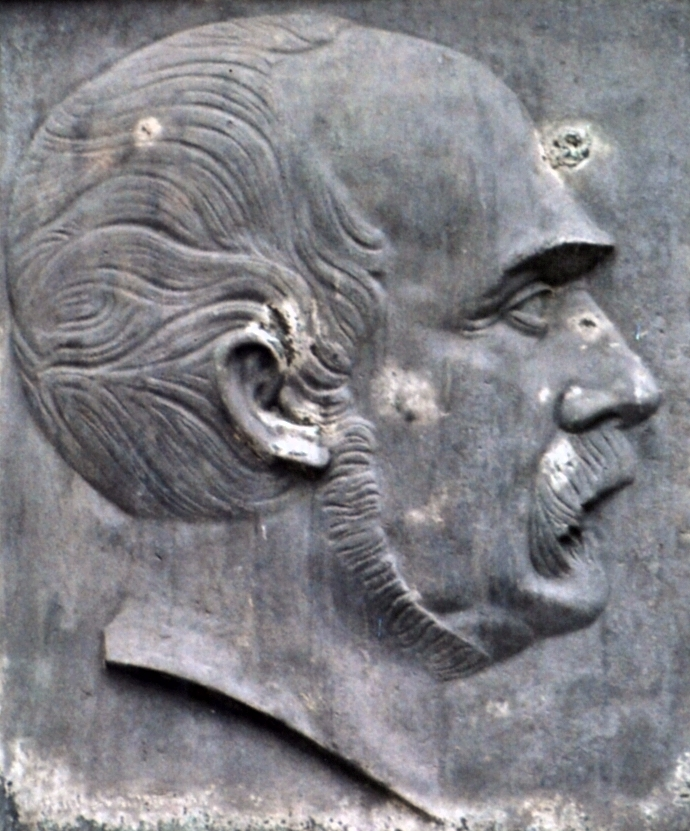
Relief vom Brunnen in Rostock
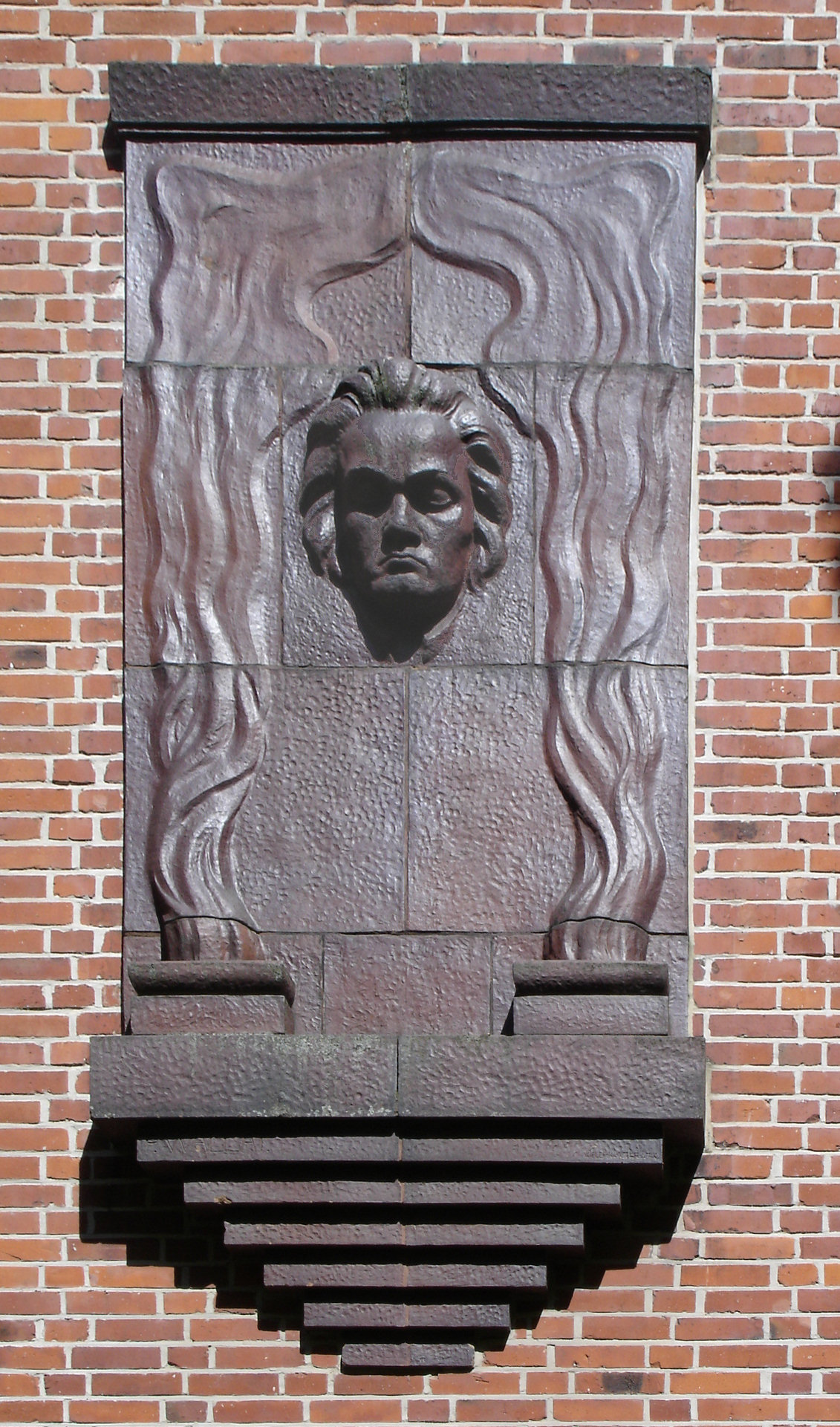
Beethoven-Relief in Rostock
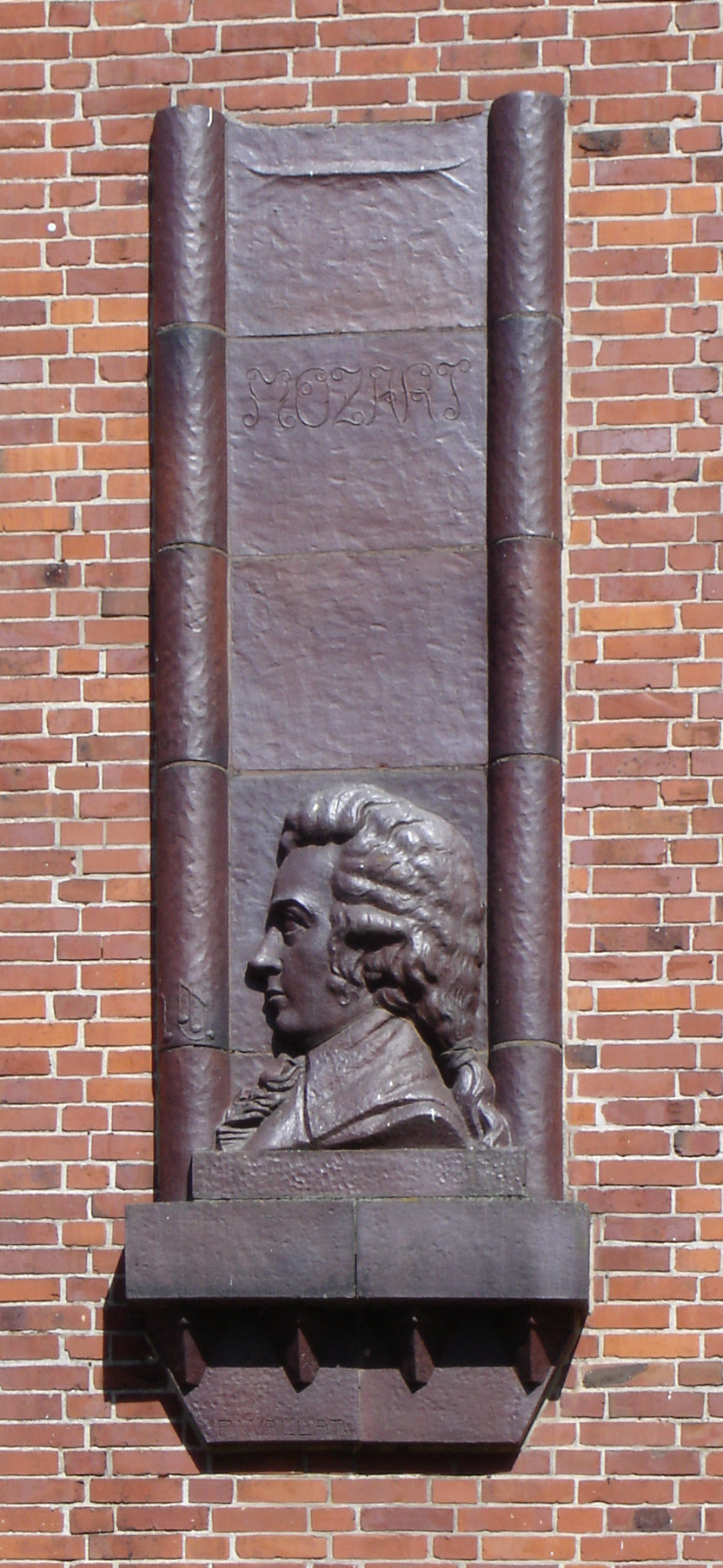
Mozart-Relief in Rostock
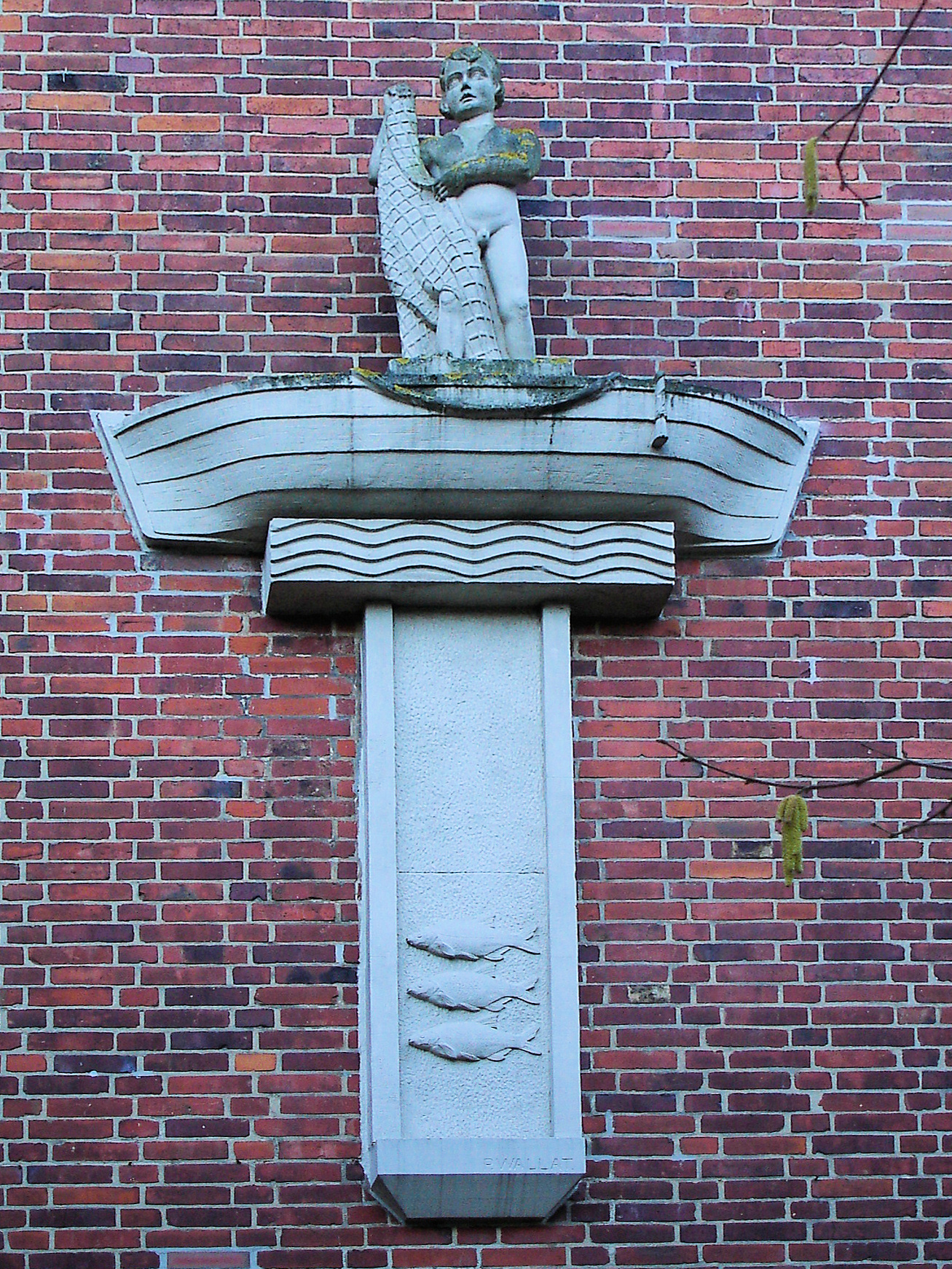
Relief Fischerjunge in Rostock
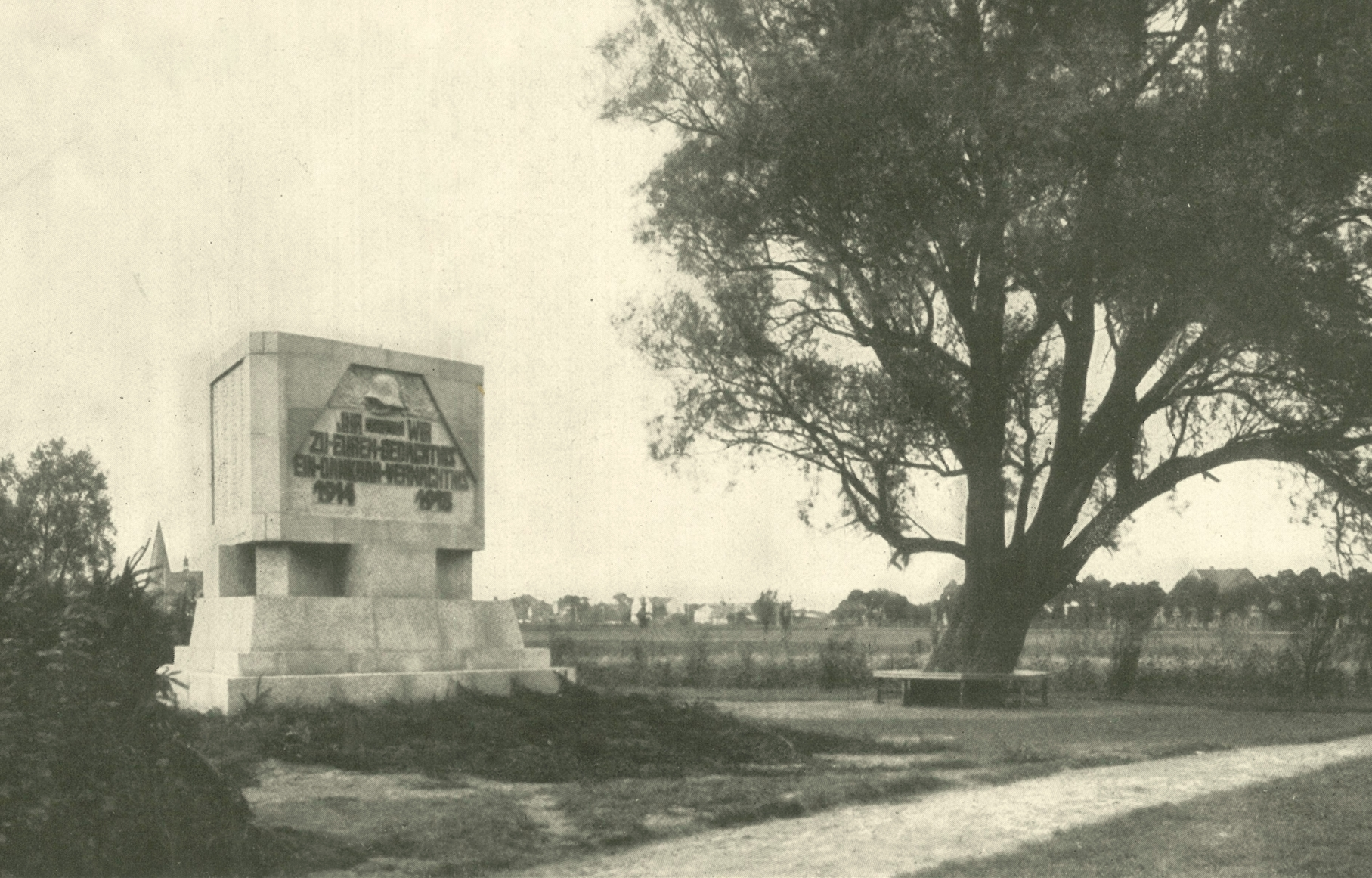
Gefallenendenkmal Bützow (1949 abgetragen)
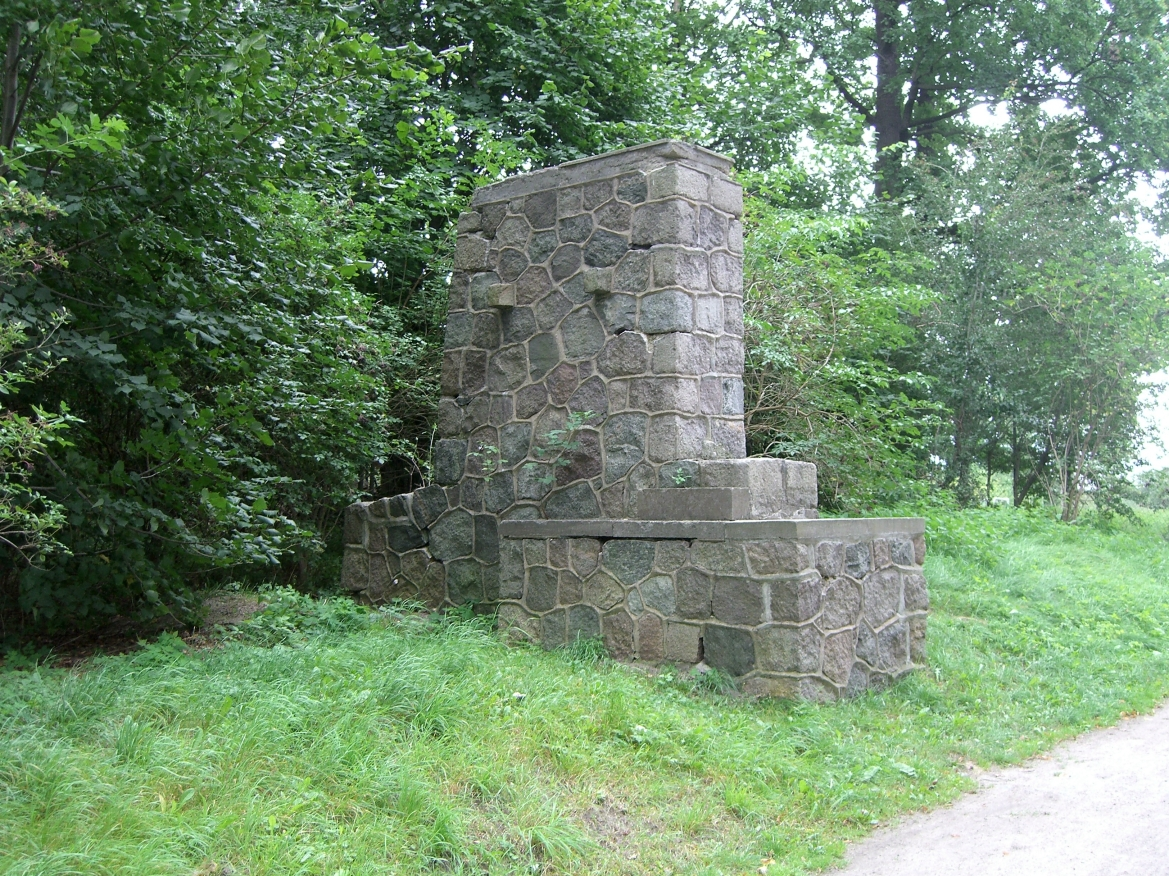
Gefallenendenkmal in Stavenhagen (Figur zerstört)

## Malerisches Werk
- Ansicht der Kirche Plau am See (1901), Öl auf Karton, in Plauer Privatbesitz

Paul Wallat war ab 1904 regelmäßig mit seinen Gemälden auf den Großen Berliner Kunstausstellungen vertreten:
- Auf der Heimfahrt (1904)
- Holländische Hochseefischer – ausfahrend (1905)
- Der dänische Flottenführer Peter Dene in Gefangenschaft (1908)
- Abend im Eise (1909)
- Sorgenvoller Morgen (1910)
- Holländisches Nest (Radierung), Die Schiffbrüchigen (1911)
- Gebet der Fischerfrauen (1914)
- Weddigens Heldentat am 22. September 1914 (1916)
- Tauwetter (1917)

Im Jahre 1939 wurde Paul Wallat innerhalb der Ausstellung Zeitgenössische Mecklenburgische Maler im Mecklenburgischen Landesmuseum Schwerin aus Anlass seines 60. Geburtstages eine Geburtstagsausstellung gewidmet, wobei die folgenden Bilder zu sehen waren:
- Ölgemälde: Rostocker Hafen, Wismarer Hafen, Vorfrühling, Mühle am Bach, Am Delfter Kanal, Hamburger Hafen, Kuhstall, Gehlsdorfer Straße, Alter Fischereihafen, Holzhafen Wismar (1935), Einlaufende Kogge (1931), Holländerin, Den Strand entlang – Kattwijk (1912), Am Strande, Holländer Hochseefischer (1905), (davon die letzten drei Bilder zu der Zeit im Besitz des Landesmuseums)
- Radierungen: zwei Niederländische Motive, Dordrecht, Frauenkopf.[10]

Im Staatlichen Museum Schwerin befinden sich neun Gemälde von Paul Wallat.